# Amaral Ferrador
Amaral Ferrador is een gemeente in de Braziliaanse deelstaat Rio Grande do Sul. De gemeente telt 6.602 inwoners (schatting 2009).

## Aangrenzende gemeenten
De gemeente grenst aan Camaquã, Canguçu, Cristal, Dom Feliciano en Encruzilhada do Sul.